# Ashford & Simpson
Ashford & Simpson was een Amerikaans duo van liedjesschrijvers/producenten en zangers, bestaande uit het echtpaar Nickolas (Nick) Ashford (1941-2011) en Valerie Simpson (1946). Zij scoorden in 1984 een wereldhit met het nummer Solid en waren als liedjesschrijvers verantwoordelijk voor verschillende hits van het platenlabel Motown.

## Leven en werk

### Het begin van de samenwerking
Nick Ashford en Valerie Simpson ontmoetten elkaar in 1964 in het koor van de Harlem's White Rock Baptistenkerk. In 1966 scoorden ze hun eerste zelfgeschreven hit, Let's Go Get Stoned, voor Ray Charles. Nadat ze enige tijd bij Sceptre Records waren geweest, tekenden ze in 1966 een contract bij Motown. Ze schreven een groot aantal hits, waaronder Ain't No Mountain High Enough, Your Precious Love, Ain't Nothing Like the Real Thing en You're All I Need to Get By voor het duo  Marvin Gaye en Tammi Terrell. Naar Marvin Gaye verklaarde zou Valerie Simpsons stem te horen zijn in de latere songs van dit duo (onder meer Good Loving Ain't Easy en The Onion Song) toen Tammi Terrell door een hersentumor niet meer kon opnemen. Simpson zelf heeft dit tegengesproken.
Voor Diana Ross, die solo wilde gaan en brak met The Supremes, schreef het duo Ashford and Simpson de wereldhit Reach Out and Touch Somebody's Hand. Ook schreven ze California Soul voor The Fifth Dimension en Cry Like a Baby voor Aretha Franklin. Voor Gladys Knight & the Pips schreven ze Didn't You Know You'd Have To Cry Sometime. Tevens hebben ze liedjes geschreven voor Smokey Robinson & The Miracles, (Who's Gonna Take The Blame), Teddy Pendergrass (Is It Still Good To You) The Brothers Johnson (Ride-O-Rocket) Chaka Khan, (I'm Every Woman en Clouds) en Rufus (Keep It Comin' en Ain't Nothin' But a Maybe).

### Nick Ashford solo
Nick Ashford begon als solozanger bij verschillende muzieklabels en nam liedjes op als  It Ain't Like That (later opgenomen door Martha Reeves & The Vandellas), California Soul, Dead End Kids en Let's Go Get Stoned. Dit laatste nummer had het duo geschreven met Joshie Jo Armstead. In 1964 werden Ashford & Simpson het zangduo "Valerie & Nick". Hun single I'll Find You werd geen hit.

### Valerie Simpson solo en het begin als zangduo Ashford & Simpson
Valerie Simpson maakte in 1971 een soloalbum met het liedje Silly Wasn't I dat later door 50 Cent gesampled is. Ashford and Simpson verlieten in 1973 Motown en tekenden een contract bij Warner Bros.. Rond deze tijd trouwde het koppel en sindsdien zijn ze ook het zangduo Ashford and Simpson. Ze maakten samen de langspeelplaat Gimme Something Real nadat ze samen de singles Don't Cost You Nothin (1977), It Seems To Hang On (1978), Is it Still Good to Ya (ook 1978), Found A Cure (1979), Street Corner (1982) en hun wereldhit Solid (1984) maakten.

### Latere zangcarrière en andere activiteiten
In 1996 openden Ashford and Simpson een restaurant in New York waar ook live gezongen kon worden. Dit gebeurde door onder anderen Queen Latifah. In deze periode hadden ze ook een eigen radioprogramma op New Yorks radiostation KISS-FM. In 2006 werd bekend dat het duo een musical aan het schrijven was, gebaseerd op E. Lynn Harris' roman 'Invisible Life'. In 2007 openden ze een school voor kansarme meisjes in Zuid-Afrika, samen met Tina Turner, Mary J. Blige, Mariah Carey, Sidney Poitier, Spike Lee, Chris Tucker en Oprah Winfrey.
Het nummer Tears Dry on Their Own van de cd Back to Black van Amy Winehouse is gebaseerd op het nummer van Marvin Gaye en Tammi Terrell Ain't No Mountain High Enough, dat geschreven was door Ashford and Simpson. In 2008 kwam er een remix-cd van het duo uit. Ze traden tot het overlijden van Ashford op 22 augustus 2011 nog op in kleine, intieme zaaltjes in de Verenigde Staten.

## Trivia
- Vanaf 1979 is de broer van Valerie, Ray Simpson de agent van de Amerikaanse zanggroep de Village People.
- In 2002 werden Ashford and Simpson opgenomen in de Songwriters Hall of Fame.
- Bij het arrangeren van hun eigen zangpartijen hanteerden Ashford & Simpson een bijzondere werkwijze: waar normaliter de vrouw de hoge zangpartij zingt en de man de lage, zong Nickolas vaak de hoge partijen en Valerie de lage, waardoor het geheel een bijzondere klankkleur kreeg.

## Discografie

### Albums
| Album met eventuele hitnotering(en) in de Nederlandse Album Top 100 | Datum van verschijnen | Datum van binnenkomst | Hoogste positie | Aantal weken | Opmerkingen   |
| ------------------------------------------------------------------- | --------------------- | --------------------- | --------------- | ------------ | ------------- |
| Exposed                                                             | 1971                  | -                     |                 |              |               |
| Gimme Something Real                                                | 1973                  | -                     |                 |              |               |
| Keep It Coming                                                      | 1973                  | -                     |                 |              |               |
| I Wanna Be Selfish                                                  | 1974                  | -                     |                 |              |               |
| Come as You Are                                                     | 1976                  | -                     |                 |              |               |
| Send it                                                             | 1977                  | -                     |                 |              |               |
| So So Satisfied                                                     | 1977                  | -                     |                 |              |               |
| Is It Still Good to Ya                                              | 1978                  | -                     |                 |              |               |
| Stay Free                                                           | 1979                  | -                     |                 |              |               |
| A Musical Affair                                                    | 1980                  | -                     |                 |              |               |
| Performance                                                         | 1981                  | -                     |                 |              |               |
| Street Opera                                                        | 1982                  | -                     |                 |              |               |
| High-Rise                                                           | 1983                  | -                     |                 |              |               |
| Solid                                                               | 1984                  | 19-01-1985            | 19              | 9            |               |
| 'Real Love                                                          | 1986                  | -                     |                 |              |               |
| Solid plus Seven                                                    | 1987                  | -                     |                 |              |               |
| Love or Physical                                                    | 1989                  | -                     |                 |              |               |
| Capitol Gold: The Best of Ashford & Simpson                         | 1993                  | -                     |                 |              | Verzamelalbum |
| Been Found                                                          | 1996                  | -                     |                 |              |               |
| The Gospel According to Ashford and Simpson                         | 1997                  | -                     |                 |              |               |
| The Very Best of Ashford & Simpson                                  | 2002                  | -                     |                 |              | Verzamelalbum |
| The Best of Ashford & Simpson                                       | 2007                  | -                     |                 |              | Verzamelalbum |
| Years: Hits, Remixes & Rarities                                     | 2008                  | -                     |                 |              |               |

### Singles
| Single met eventuele hitnotering(en) in de Nederlandse Top 40 | Datum van verschijnen | Datum van binnenkomst | Hoogste positie | Aantal weken | Opmerkingen                   |
| ------------------------------------------------------------- | --------------------- | --------------------- | --------------- | ------------ | ----------------------------- |
| Don't cost you nothing                                        | 1978                  | 17-06-1978            | tip19           | -            |                               |
| Stuff like that                                               | 1978                  | 05-08-1978            | 26              | 5            | met Quincy Jones & Chaka Khan |
| Found a cure                                                  | 1979                  | 22-09-1979            | tip6            | -            |                               |
| Solid                                                         | 1984                  | 05-01-1985            | 3               | 11           |                               |

### NPO Radio 2 Top 2000
| Nummer met noteringen in de NPO Radio 2 Top 2000 | '99  | '00-'01 | '02  |
| ------------------------------------------------ | ---- | ------- | ---- |
| Solid                                            | 1852 | -       | 1198 |

1. ↑  Een '-' betekent dat het nummer niet was genoteerd en een vetgedrukt getal geeft de hoogste notering aan.
2. ↑  Deze tabel is bijgewerkt tot en met de laatste editie (2024).

- Gemeinsame Normdatei: 10276155-3
- International Standard Name Identifier: 0000 0001 2321 6646
- Library of Congress Control Number: n91063559
- MusicBrainz: 403bec82-50c4-47fe-a8be-1882a5a43d82
- Nationale Bibliotheek van Tsjechië: xx0023832
- Trove: 1160436
- Virtual International Authority File: 121024053